# Charaña
Charaña est une localité du département de La Paz en Bolivie située dans la province de Pacajes. Sa population s'élevait à 817 habitants en 2001.

## Histoire
L'accord de Charaña a été signé dans la gare ferroviaire de la ville le 8 février 1975.